# آیگان

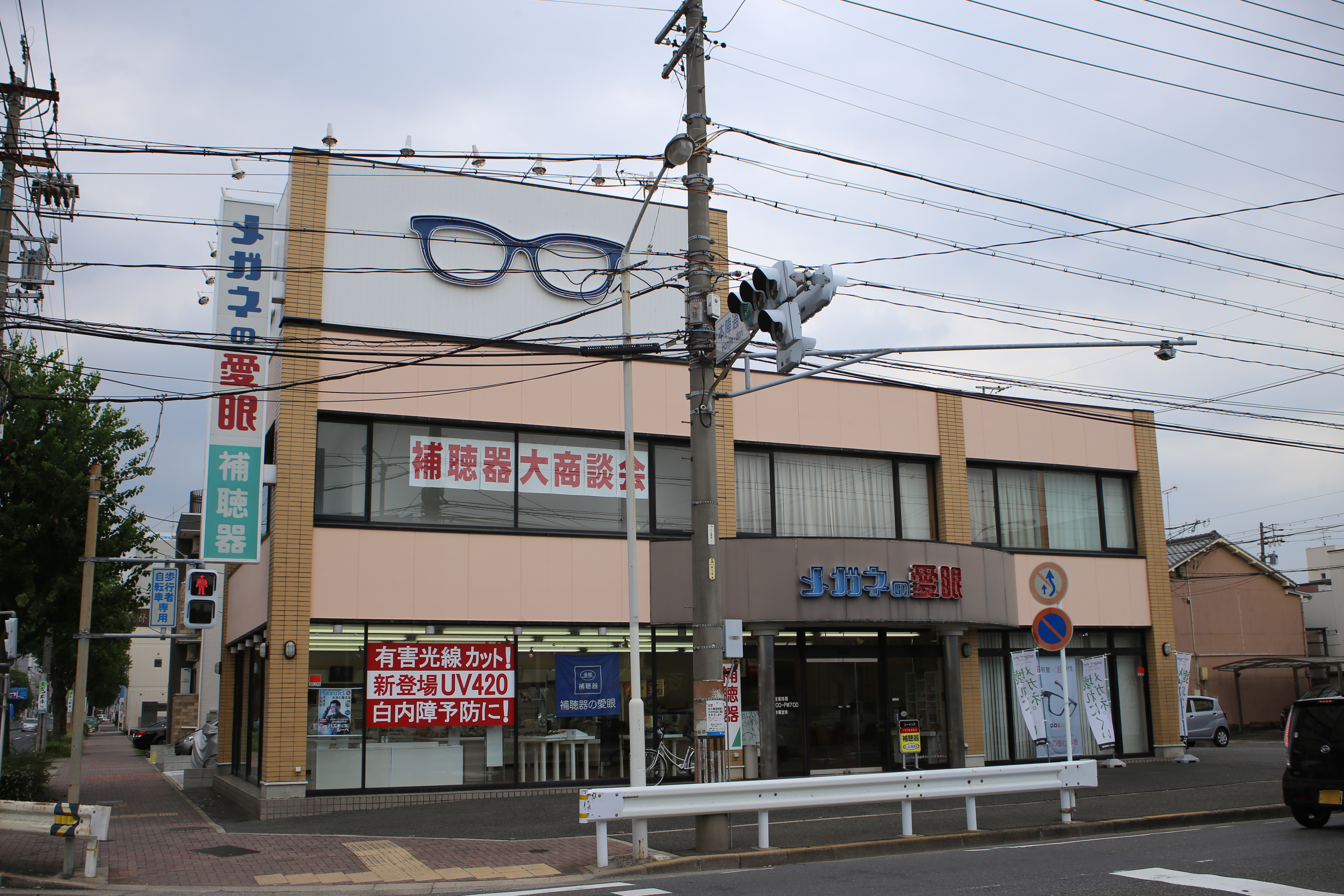
This picture is related to Aygan

آیگان (انگلیسی: Aigan) شرکت کالای لوکس ژاپنی است، که در سال ۱۹۶۱ تأسیس شد.